# Guègues
Cet article concerne le peuple guègue. Pour la langue guègue, voir Guègue.
Les Guègues constituent un des deux principaux groupes ethniques albanais, l'autre étant les Tosques.

## Territoire
Ils sont répartis dans une aire géographique constituée par le nord de l'Albanie (de Shkodra, Lezhë, Tirana, et Elbasan, jusqu'au Nord du fleuve Shkumbin), ainsi qu'au Kosovo, en Serbie du sud, au Monténégro oriental et en Macédoine occidentale.
Ce territoire, majoritairement montagneux et enclavé a constitué une barrière aux influences extérieures, ce qui fait que les coutumes et les traditions y sont restées presque inchangées : les Guègues ont conservé une structure clanique et patrilinéaire de la société, et se montrent d'une manière générale plus conservateurs que les Tosques.

## Religion
Les Guègues étaient catholiques avant l'arrivée des Ottomans au XIVe siècle, et de nos jours la minorité catholique (estimée à 16 % de la population totale) se situe principalement au Nord.

## Politique
L'élite albanaise était surtout guègue jusqu'en 1945, et a été détrônée par l’avènement des communistes sous Enver Hoxha, originaire du Sud.

## Langue

Albanie. Répartition des dialectes guègue (vert) et tosque (rouge)

Leur langue est le guègue.